# Vachtang Kikabidze
Vachtang "Buba" Kikabidze (georgiska: ვახტანგ "ბუბა" კიკაბიძე, ryska: Вахтанг Константинович Кикабидзе; Vachtang Konstantinovitj Kikabidze), född 19 juli 1938 i Tbilisi, död 15 januari 2023 i Tbilisi, var en georgisk sångare, skådespelare, manusförfattare och producent.

## Karriär
Kikabidze har spelat i många filmer, bland de mest kända är rollen som helikopterpilot i sovjetfilmen Mimino.
Kikabadze är en Folkets Artist i Georgien och han har tilldelats Sovjetunionens statliga pris och kung Vakhtang Gorgasalis orden samt Nikolaj Wondermonger och kungens kors av St. Konstantin den store. 2008 tilldelades han St. Georges orden av president Micheil Saakasjvili Han har även deltagit i ett antal olika musiktävlingar och filmfestivaler i Sovjetunionen, Georgien och övriga världen.
Förutom Mimino har Kikabidze också medverkat i flera andra filmer, bland andra "Var inte ledsen" (Ne Goryui), "Veriskikvarterets Melodier" (Melodii Verijskogo Kvartala) och "Helt borta" (Sovsem Propaschij). Hans sista film "Fortuna" regisserades av den berömda georgisk/sovjetiska filmregissören Georgi Danelija år 2000.

## Filmografi

### Som skådespelare
- "Möte i bergen" (Shekhvedra mtashi) - Georgiska SSR, 1966
- "Sörj inte" (Ne goryuy) - Georgiska SSR/Ryska SFSR,  1969
- "Orera" (Orera, sruli svlit) - Georgiska SSR, 1970
- "Jag är en detektiv" (Me, gamomdziebeli) - Georgiska SSR, 1971
- "Khatabala" - 1971
- "Hjälplöst vilse" (Sovsem propashchiy) - Ryska SFSR, 1972
- "Verakvarterets melodier" (Veris ubnis melodiebi) - Georgiska SSR, 1973
- "Volshebnyy fonar" - 1974
- "Den försvunna expeditionen" (Propavshaya ekspeditsiya) - Ryska SFSR 1975
- "Tvali patiosani" - 1976
- "Mimino" - Ryska SFSR, 1977
- "Till nästa gång, vän..." (Shekhvedramde, megobaro...) - Georgiska SSR, 1980
- "Skål, min kära!" (Itsotskhle genatsvale) - Georgiska SSR, 1981
- "Olga och Konstantin" (Olga i Konstantin) - Ryska SFSR, 1984
- "Riktiga män och de andra..." (Mamakatsebi) - Georgiska SSR, 1985
- "Fortuna" - Ryssland, 2000

### Som regissör och manusförfattare
- "Skål, min kära! (Itsotskhle genatsvale) - Georgiska SSR, 1981
- "Riktiga män och de andra..." (Mamakatsebi) - Georgiska SSR, 1985